# 최성환 (축구 선수)
최성환(崔成煥, 1981년 10월 6일 ~ )은 대한민국의 전 축구 선수이자 현 축구 지도자로 현역 시절 대구 FC, 수원 삼성 블루윙즈, 울산 현대, 광주 FC, 경남 FC 등에서 수비수로 활동했으며 현재 독립 축구단인 FC 아브닐의 감독으로 재직 중이다.